# Дитрих фон Харденберг
Дитрих фон Харденберг (на немски: Dietrich von Hardenberg Bischof von Brandenburg; * 1465; † 15 юли † 1527) от род Харденберг в Долна Саксония, е като Дитрих IV епископ на Бранденбург (1521 – 1526). От 1512 г. той получава дипломатически мисии.

## Живот
Той е най-големият син на Дитрих II фон Харденберг (†сл. 1498) и съпругата му Маргарета фон Залдерн от линията Линдау на род Харденберг. Брат е на Албрехт фон Харденберг, Хайнрих фон Харденберг († пр. 1561) и на Яспер фон Харденберг († 1561).
Дитрих следва през 1488 г. в Ерфурт. От 31 януари 1512 г. той е домхер в Халберщат и е на служба на курфюрст Йоахим I фон Бранденбург и е изпращан на дипломатически мисии във Франция. Той също е домхер и в Хилдесхайм. Също епископът на Хилдесхайм Йохан IV го изпраща на различни мисии и през 1518 г. му дава различни собствености.
На 12 април 1521 г., след като епископ Хиеронимус Шулц става епископ на Хавелберг, курфюрст Йоахим му дава епископството Бранденбуург. На 17 май 1521 г. папа Лъв X го прави епископ.
Като епископ Дитрих фон Харденберг е противник на реформацията. Той умира на 15 юли 1527 г. Погребан е в катедралата на Бранденбург.